# Espen Sandberg
Espen Sandberg (Sandefjord, 17 giugno 1971) è un regista e produttore pubblicitario norvegese.
Ha lavorato in coppia con Joachim Rønning, adottando il nome comune Roenberg. Insieme hanno diretto Bandidas (2006), Max Manus: Man of War (2008), Kon-Tiki (2012) e Pirati dei Caraibi - La vendetta di Salazar (2017).

## Biografia
Espen Sandberg è nato a Sandefjord, in Norvegia, il 17 giugno del 1971. Dal 1992 al 1994 frequenta, insieme a Joachim Rønning, una scuola di cinema a Stoccolma e, nel 1993, i due fondano la loro compagnia, chiamata Roenberg. Il duo dirige anche lo spot di Budweiser per il Super Bowl del 2000. Nel 2006, insieme al suo socio, dirige la commedia western francese Bandidas, in Messico, interpretata da Salma Hayek e Penélope Cruz. In Norvegia Rønning e Sandberg si fanno conoscere ulteriormente girando, nel 2008, il film Max Manus: Man of War, interpretato da Aksel Hennie nel ruolo di protagonista.
Nel 2012, Espen e Joachim si interessano dirigono Kon-Tiki. Lo sviluppo di questo nuovo film viene annunciato a una esposizione al Kon-Tiki Museum di Oslo. Il film viene distribuito nel 2012, ottenendo buone recensioni, e viene candidato ai premi Oscar del 2013 come miglior film straniero. Nel 2013 Sandberg e Rønning vengono scelti per dirigere il quinto capitolo della saga dei Pirati dei Caraibi, le cui riprese iniziano nei primi mesi del 2015. La pellicola viene distribuita il 24 maggio 2017. Nello stesso anno il duo si scioglie ed Espen Sandberg torna a lavorare in Norvegia allo spettacolo teatrale Amundsen che esordisce nel 2018. Nel 2019 dirige il film Viaggio ai confini della terra, pellicola biografica che racconta la vita del celebre esploratore norvegese e che esce nelle sale il 15 febbraio dello stesso anno.

## Filmografia

### Regista

#### Cinema
- Dag 1, co-diretto con Joachim Rønning - cortometraggio (1997)
- Bandidas, co-diretto con Joachim Rønning (2006)
- Max Manus: Man of War, co-diretto con Joachim Rønning (2008)
- Kon-Tiki, co-diretto con Joachim Rønning (2012)
- Pirati dei Caraibi - La vendetta di Salazar (Pirates of the Caribbean: Dead Men Tell No Tales), co-diretto con Joachim Rønning (2017)
- Viaggio ai confini della terra (Amundsen, 2019)

#### Televisione
- Marco Polo, co-diretto con Joachim Rønning - serie TV, episodi 1x01-1x02 (2014)